# Cleora antipodaria
Cleora antipodaria är en fjärilsart som beskrevs av Felder 1874. Cleora antipodaria ingår i släktet Cleora och familjen mätare. Inga underarter finns listade i Catalogue of Life.